# Andreas Koeppen
Andreas Koeppen (* 27. Januar 1961 in West-Berlin) ist ein deutscher Politiker (SPD) und war vom 14. April 2010 bis Anfang 2022 Bürgermeister von Itzehoe.

## Leben
Koeppen erlangte im Jahr 1977 seinen Realschulabschluss und 1984 auf dem zweiten Bildungsweg sein Abitur. 
Zwischen 1977 und 1986 war er Polizeibeamter. Bis 1990 studierte er Volkswirtschaftslehre und Politikwissenschaft in Hamburg und Glasgow. 1996 promovierte er an der Universität der Bundeswehr in Hamburg. Er hat zwei Kinder.

## Politik
Koeppen trat 1986 in die SPD ein. Von 1997 bis 2005 war er Mitglied der Bezirksversammlung Eimsbüttel und zeitweilig Fraktionsvorsitzender.
Er wurde am 7. März 2010 mit 56 Prozent der Stimmen zum Bürgermeister von Itzehoe gewählt und löste den parteilosen Rüdiger Blaschke ab. Am 8. November 2015 wurde er mit 84,7 % der abgegebenen Stimmen wiedergewählt. Zur Wahl am 7. November 2021 trat er nicht wieder an.